# جایزه بزرگ آرژانتین ۱۹۷۴
جایزه بزرگ آرژانتین ۱۹۷۴ (انگلیسی: ‎1974 Argentine Grand Prix‎) یک مسابقهٔ موتوری در رشتهٔ اتومبیل‌رانی فرمول یک بود که در تاریخ ۱۳ ژانویهٔ ۱۹۷۴ در پیست اتومبیل‌رانی شهرداری شهر بوئنوس آیرس واقع در بوئنوس آیرس، آرژانتین برگزار شد. این گراند پری در میان ۱۵ گراند پری در فصل ۱۹۷۴، مسابقهٔ شمارهٔ ۱ بود.
در این مسابقه که در ۵۳ دور و به مسافت ۳۱۶٫۳۱۵ کیلومتر (۱۹۶٫۵۴۹ مایل) برگزار شد، پول پوزیشن توسط رونی پیترسن کسب شد و سریع‌ترین زمان برای طی یک دور پیست که برابر با ۱:۵۲٫۱۰ بود نیز توسط کلی رگاتزونی به ثبت رسید.
دنی هیولم از تیم مک‌لارن-فورد، نیکی لائودا از تیم فراری و کلی رگاتزونی از تیم فراری به‌ترتیب مقام‌های اول تا سوم مسابقه را کسب کردند.

## رده‌بندی قهرمانی پس از مسابقه
| جایگاه | راننده         | امتیاز |
| ------ | -------------- | ------ |
| ۱      | دنی هیولم      | ۹      |
| ۲      | نیکی لائودا    | ۶      |
| ۳      | کلی رگاتزونی   | ۴      |
| ۴      | مایک هیلوود    | ۳      |
| ۵      | ژان-پیر بلتویز | ۲      |
| منبع:  |                |        |

| جایگاه | سازنده      | امتیاز |
| ------ | ----------- | ------ |
| ۱      | مک‌لارن-فورد | ۹      |
| ۲      | فراری       | ۶      |
| ۳      | بی‌آرام      | ۲      |
| ۴      | تایرل-فورد  | ۱      |
| منبع:  |             |        |

یادداشت
- تنها پنج جایگاه نخست از هر رده‌بندی نمایش داده شده‌است.